# Hymne Monégasque
De Hymne Monégasque is het nationale volkslied van Monaco. Het werd in 1841 gecomponeerd door Théophile Bellando de Castro, later nog aangepast door Castil-Blaze. In 1848 nam het Garde National, opgericht door prins Charles III, l'Hymne Monégasque officieel aan als het nationale volkslied. De definitieve versie van de tekst, in het Monegaskisch, werd in 1931 geschreven door Louis Notari. 

## Marcia de Muneghu / Inu Nactionale
Despoei tugiù, sciü d'u nostru paise
Se ride aù ventu, u meme pavayun
Despoei tugiù a curù russa e gianca
E stà r'emblèma d'a nostra libertà
Grandi e piciui, r'an tugiù respeta.
Amu ch'üna tradiçiun,
Amu ch'üna religiun,
Amu avüu per u nostru unù
I meme Principi tugiù
E ren nun ne scangera
Tantu ch'u suriyu lüjerà ;
Diu sempre n'agiüterà
E ren nun ne scangera